# 베로니카 칼슨
베로니카 칼슨(영어: Veronica Carlson, 1944년 9월 18일 ~ 2022년 2월 27일)은 영국의 배우, 모델이다.

## 출연 작품

### 영화
- 《하우스 오브 더 고르곤》 (2018년)
- 《뱀파이라》 (1975년)
- 《푸시캣, 푸시캣, 아이 러브 유》 (1970년)
- 《프랑켄슈타인 죽이기》 (1970년) - 안나 역
- 《무덤에서 일어난 드라큐라》 (1968년)
- 《위기일발 리스본 협정》 (1968년)